# Allocerus dilaticorne
Allocerus dilaticorne là một loài bọ cánh cứng trong họ Cerambycidae.